# Acantholochus divaricatus
Acantholochus divaricatus är en kräftdjursart som först beskrevs av R. Cressey och H. B. Cressey 1980.  Acantholochus divaricatus ingår i släktet Acantholochus och familjen Bomolochidae. Inga underarter finns listade i Catalogue of Life.